# Julio Bascuñán
Julio Alberto González Bascuñán, né le 11 juin 1978, est un arbitre de football chilien
International FIFA depuis 2011, il officie comme arbitre lors des Copa América de 2015 et de 2016. 